# Nassarius albus
Nassarius albus är en snäckart som först beskrevs av Thomas Say 1826.  Nassarius albus ingår i släktet nätsnäckor, och familjen Nassariidae. Inga underarter finns listade i Catalogue of Life.